# Трепольский
Трепольский — посёлок, административный центр Трепольского сельского поселения Михайловского района Рязанской области России.

## География
На юге от села протекает река Кудесна.

## История
Посёлок образовался при железнодорожной станции (Треполье) возле хутора князя А. С. Гагарина, в котором была паровая мельница. Своё название он получил по деревне Малое Треполье, находящейся в 1 км к юго-западу.
В районе станции находились три паровые мельницы и три винокуренных завода, вырабатывающих до 150000 вёдер спирта, который вывозился гужем на рязанский винный склад.
В 1857 году Болдарев Н. А. основал в селе конный завод.
Исследователь коннозаводства В. И. Коптев писал:

как феникс из пепла Лесищевского завода, возрождается завод Трепольский Николая Аркадьевича Болдарева. Как старая яблоня, дававшая плоды, вдруг засыхает и от корня её высоко вырастает, со свежими, зелеными листьями, молодой побег и быстро опушается роскошною, блестящею зеленью! Несколько лошадей покойного Аркадия Африкановича, подаренные ещё в 1849 году и впоследствии, сыну его Николаю Аркадьевичу, перешли к нему и он купил ещё несколько лошадей у братьев Образцовый и по устройству и по составу своему завод графа К. К. Толя, уделил также несколько превосходных лошадей Трепольскому заводу и в 1859 году в конюшнях сельца Треполье, устроенных с изящною простотою и совершенным удобством, состоит из 3 жеребцов и 11 маток, конный завод, заслуживающий полного внимания всех любителей коннозаводства

## Население
| 2007 | 2010 |
| ---- | ---- |
| 474  | ↘450 |

## Транспорт
В южной части села находится железнодорожная станция Треполье Московской железной дороги участка Ожерелье — Павелец.
В 1 км к юго-западу от посёлка проходит федеральная автомобильная дорога Е119 M6 Москва — Тамбов — Волгоград — Астрахань.

## Люди, связанные с посёлком
- Болдарев, Николай Аркадьевич (1826 — после 1904) — рязанский губернатор, тайный советник.
- Пивоваров, Сергей Антонович (1914—1991) — Герой Советского Союза, жил в селе после войны.